# Barra de Guabiraba
Barra de Guabiraba es un municipio del estado de Pernambuco, Brasil. Está ubicado a 132.6 km de distancia de la capital Recife. Según estimaciones del IBGE, al 2020 tiene una población de 14.510 habitantes.

## Historia
Fundado como sitio para el cultivo de caña de azúcar debido a su tierra fértil, era llamado Barra de São João y obtuvo el estatus de distrito en 1915. Cambió su nombre a Itapecó en 1938. Luego en 1943 pasó a ser llamado Guabiraba y pasó a ser parte del municipio de Bonito. Fue elevado a la categoría de municipio en 1958 con el nombre actual.